# Бежеорги, Фабрис
Фабрис Пьер Бежеорги Кабезас (фр. Fabrice Pierre Begeorgi Cabezas; 20 апреля 1987, Мартиг, Франция) — французский футболист.

## Биография
Воспитанник марсельского «Олимпика». В составе команды дебютировал 14 декабря 2005 года в матче группового раунда Кубка УЕФА против бухарестского «Динамо». Главный тренер Жан Фернандес выпустил Бежеорги на 77 минуте вместо Самира Насри. Встреча завершилась победой французов со счётом (2:1). В следующий раз за «Олимпик» сыграл в ответной игре 1/8 финала Кубка УЕФА против питерского «Зенита». По сумме двух игр марсельцы уступили (1:2) и покинули соревнование. В июле 2006 года сыграл в трёх товарищеских играх «Олимпика», однако позже он был отдан в аренду «Либурну» из Лиги 2. В мае 2007 года Бежеорги подписал свой первый профессиональный контракт с «Олимпиком» сроком на три года.
Летом 2007 года отправился в аренду в «Амьен». Вместе с командой из Лиги 2 дошёл до полуфинала Кубка Франции, где «Амьен» уступил с минимальным счётом «Пари Сен-Жермену» (0:1). В июле 2008 года сыграл в трёх товарищеских матчах за основной состав «Олимпика». В августе 2008 года перешёл на правах аренды в немецкий клуб «Кобленц» из Второй Бундеслиги, где отыграл полгода. Вторую половину сезона провёл во второй команде «Вердера», выступая в Третьей лиге Германии.
Летом 2009 года подписал контракт с «Истром». В игре первого раунда Кубка французской лиги против «Страсбура» Бежеорги оформил хет-трик и помог своей команде обыграть соперника со счётом (6:1). Летом следующего года стал игроком «Аяччо», заключив двухлетнее соглашение. В сезоне 2010/11 клубу удалось завоевать серебряные медали Лиги 2 и выйти в высший дивизион Франции. Дебют Фабриса в чемпионате Франции состоялся 6 августа 2011 года в игре против «Тулузы» (0:2). В матче 27 августа 2011 года против «Осера» (1:4), Бежеорги получил травмы правого колена, после чего он больше не играл в этом сезоне. Уже в следующем сезоне Фабрис являлся игроком запаса и в сентябре 2013 года был отдан в аренду клубу «Пон-дю-Гар» из Лиги 3. По итогам сезона 2013/14 «Пон-дю-Гар» занял последнее место в турнире и вылетел в любительский чемпионат Франции. По окончании аренды он вернулся в «Аяччо» и выступал в составе команды в Лиге 2. Всего за «Аяччо» Бежеорги провёл 68 игр в первом и втором французском дивизионе.
В сентябре 2015 года Фабрис покинул «Аяччо». В декабре 2015 года, вместе с бывшим одноклубником по «Аяччо» Бенуа Лесуамье, подписал контракт с румынским «Петролулом», где кроме них в этом сезоне играло ещё пять французов. По итогам сезона 2015/16 команда заняла последнее место в чемпионате Румынии и вылетела во Вторую лигу.
Летом 2016 года Бежеорги перешёл в андоррский клуб «Энгордань», руководство которого, перед началом сезона ставило цель — впервые попасть в еврокубки. В чемпионате Андорры дебютировал 18 сентября 2016 года в матче против «Унио Эспортива Санта-Колома» (1:2). В начале апреля 2017 года футболист перешёл в другую андоррскую команду «Интер» из Эскальдеса, которая выступает во втором дивизионе. В составе команды дебютировал 9 апреля 2017 года в матче двух лидеров Сегона Дивизио, «Интера» против «Пенья Энкарнада» (1:1). По окончании матча «Пенья Энкарнада» подала протест на результат матча из-за того, что по мнению клуба, трансфер француза был осуществлён в нарушение регламента. В сезоне 2016/17 «Интер» стал победителем Сегона Дивизио и вернулся в Примеру, а Бежеорги принял участие лишь в двух играх команды.

## Достижения
«Аяччо»
- Серебряный призёр второго дивизиона Франции (1): 2010/11

«Интер» (Эскальдес)
- Победитель второго дивизиона Андорры (1): 2016/17